# Parapodia sinaica
Parapodia sinaica is een vlinder uit de familie tastermotten (Gelechiidae). De wetenschappelijke naam is voor het eerst geldig gepubliceerd in 1859 door Frauenfeld.
De soort komt voor in Europa.